# Хеллеманс, Николетте
Николетте Хеллеманс (нидерл. Nicolette Hellemans; род. 30 ноября 1961) — голландская спортсменка, гребчиха. Призёр Летних Олимпийских игр 1984 года. Выступала в паре со своей сестрой — Грет Хеллеманс.

## Биография
Николетте Хеллеманс родилась 30 ноября 1961 года в нидерландском городе Гронинген. Тренировалась в клубе «KGR De Hunze», Гронинген. Профессиональную карьеру гребца начала с 1979 года.
Самым успешным в карьере Хеллеманс стало участие на Летних Олимпийских играх 1984 года в Лос Анджелесе. В составе голландкой двойки парной во время финального заплыва её пара финишировала второй. Грет и Николетт Хеллеманс обогнали соперников из Канады (3е место), но уступили первенство команде из Румынии (1е место). Бронзовая медаль была завоёвана в заплыве восьмёрок c рулевой. Голландская команда финишировала третей (3:02.92), уступив первенство соперницам из Румынии (3:00.87 — 2е место) и США (2:59.80 — 1е место).